# Bemowo (Warschau)
Bemowo is een stadsdeel van Warschau, de hoofdstad van Polen.

## Wijken
- Bemowo Lotnisko
- Boernerowo
- Chrzanów
- Fort Bema
- Fort Radiowo

- Górce
- Groty
- Jelonki Północne
- Jelonki Południowe
- Lotnisko